# Emperor Tomato Ketchup
Albums de Stereolab
Cybele's Reverie
(1996) Miss Modular
(1996)
Emperor Tomato Ketchup est le quatrième album de Stereolab, sorti en avril 1996.
Le titre de l'album est une référence au film  Tomato Kecchappu Kôtei du réalisateur japonais Shûji Terayama, sorti en 1971.

## Liste des titres
Toutes les chansons sont écrites et composées par Tim Gane and Lætitia Sadier, sauf indication contraire.
| No  | Titre                    | Auteur                                 | Durée |
| --- | ------------------------ | -------------------------------------- | ----- |
| 1.  | Metronomic Underground   |                                        | 7:55  |
| 2.  | Cybele's Reverie         |                                        | 4:42  |
| 3.  | Percolator               | Tim Gane, Lætitia Sadier, Sean O'Hagan | 3:47  |
| 4.  | Les Yper-Sound           |                                        | 4:05  |
| 5.  | Spark Plug               |                                        | 2:29  |
| 6.  | OLV 26                   |                                        | 5:42  |
| 7.  | The Noise of Carpet      |                                        | 3:05  |
| 8.  | Tomorrow Is Already Here |                                        | 4:56  |
| 9.  | Emperor Tomato Ketchup   |                                        | 4:37  |
| 10. | Monstre Sacre            |                                        | 3:44  |
| 11. | Motoroller Scalatron     |                                        | 3:48  |
| 12. | Slow Fast Hazel          |                                        | 3:53  |
| 13. | Anonymous Collective     |                                        | 4:32  |